# ハロルド・レスター・ジョンソン
ハロルド・レスター・ジョンソン（Harold Lester Johnson、1921年4月17日 - 1980年4月2日）は、アメリカ合衆国の天文学者。ジョンソンの UBV システムと呼ばれる恒星や天体の等級を測定する方法を考案した。
デンバーに生まれた。デンバーで数学を学んだ。第2次世界大戦中はレーダーの開発に従事した。戦後カリフォルニア大学バークレー校で天文学を学び、天体写真の測定用の電気計器にかんする仕事で博士号を得た。恒星の等級を精密に測定する方法の研究を行った。1948年からローウェル天文台に移り、すぐにウィスコンシン大学のウォシュボーン天文台に移り、1950年から1952年の間はヤーキス天文台で働いた。
再びローウェル天文台にもどり、ローウェル天文台で1953年UBV システムを等級の計測に導入した。紫外域（U:ultraviolet）、青色域(B:blue)、実視域（V:visual)の3色のフィルターをもちいて天体の明るさを測定する方法は標準的な方法となり、恒星の性質の研究のための有力な方法となった。
その後、テキサス大学、アリゾナ大学で教授をつとめ、分光学的計測法に赤外域の計測を導入した。1956年ヘレン・B・ワーナー賞受賞。1960年代からメキシコの観測機関と連携を深め、1979年にメキシコ国立自治大学の教授となった。1980年にメキシコシティで没した。